# Campanula escalerae
Campanula escalerae är en klockväxtart som beskrevs av Karl Heinz Rechinger och Schiman-czeika. Campanula escalerae ingår i släktet blåklockor, och familjen klockväxter.
Artens utbredningsområde är Iran. Inga underarter finns listade i Catalogue of Life.